# Psephenops haitianus
Psephenops haitianus är en skalbaggsart som beskrevs av Darlington 1936. Psephenops haitianus ingår i släktet Psephenops och familjen Psephenidae. Inga underarter finns listade i Catalogue of Life.